# Euphaedra (Euphaedrana) alava
Euphaedra (Euphaedrana) alava es una especie de Lepidoptera de la familia Nymphalidae, subfamilia Limenitidinae, tribu Adoliadini, pertenece al género Euphaedra, subgénero Euphaedrana.

## Llocalización
Esta especie de Lepidoptera se distribuye por Río Muni, Guinea Ecuatorial (África).